# La Mari 2
La Mari 2 és una minisèrie de televisió produïda per In Vitro Films per Televisió de Catalunya i Canal Sur dirigida per Ricard Figueras i Marco sobre la immigració entre Andalusia i Catalunya. Es tracta de la continuació de La Mari, estrenada el 2003, amb els mateixos personatges i autors. El guió fou escrit pel mateix Figueras i Pau Garsaball. Fou rodada durant 10 setmanes a Alosno (província de Huelva fins a octubre de 2008, consta de dos episodis d i va costar 2.800.000 euros. Fou estrenada a Canal Sur en castellà l'1 de març de 2010 i a TVE el 23 de març de 2010.

## Sinopsi
Sense cap motiu de reivindicació urgent, la Mari s'aboca a criar el seu nadó, però li ocupa menys temps del que pensa i troba a faltar una vida més intensa. L'Enric li proposa una fugida a Alosno per mirar de despertar-la d'alguna manera. Allí ajuda a la seva germana i cunyat a lluitar contra el tancament de la mina del poble. Un cop a Barcelona, estudia magisteri i comença a treballar de mestra. La sèrie mostra la situació sociopolítica de la transició espanyola, amb la matança d'Atocha, els atemptats d'ETA, etc.

## Episodis
- Tornar a començar (estrenada el 23 de març de 2010, 120 minuts)[4]
- L'únic camí (estrenada el 13 d'abril de 2010, 120 minuts)

## Repartiment
- Ana Fernández... Mari
- Ramon Madaula...	 Enric
- María Galiana	...	 Genara
- Carlos Hipólito	...	 Iván
- Anna Lizaran	...	 Amparo
- Juli Mira...	 Robles
- David Bosch ... Paco
- Maggie Civantos ...	 Estrella
- Carmela Poch	 ...	 Anna
- Candela Fernández 	...	 Pepa
- Miguel Zurita ...	 Pedro
- Joaquín Gómez 	...	 Manuel
- Antonio Dechent... Julio
- Francesca Piñón...	 Hermana Celeste
- Francesc Lucchetti...	 Director escola

## Nominacions
Als Premis Gaudí de 2012 fou nominada a la Millor pel·lícula per televisió.